# Enid Blyton
Enid Blyton Mary (11 tháng 8 năm 1897 - 28 tháng 11 năm 1968) là một nhà văn người Anh viết truyện cho trẻ em, người đã có những cuốn sách nằm trong số bán chạy nhất trên thế giới kể từ năm 1930, bán được hơn 600 triệu bản. Sách của Blyton vẫn vô cùng phổ biến, và đã được dịch ra gần 90 ngôn ngữ; Cuốn sách đầu tiên của bà, Child Whispers, một bộ sưu tập thơ 24 trang, được xuất bản vào năm 1922. Bà đã viết về một loạt các chủ đề bao gồm giáo dục, lịch sử tự nhiên, hình ảnh, những câu chuyện bí ẩn và câu chuyện Kinh Thánh, nhưng tác phẩm của bà khiến nhiều người nhớ nhất hiện nay là loạt truyện Noddy, Famou Five và Secret Seven. Tiếp theo thành công thương mại của tiểu thuyết đầu tay Adventures of the Wishing Chair (1937) và The Enchanted Wood (1939) Blyton tiếp tục xây dựng một đế chế văn học, đôi khi sản xuất năm mươi tác phẩm một năm.

## Tác phẩm tiêu biểu
- Bộ truyện The Wishing-Chair, 1937 – 2000
- Bộ truyện The Circus, 1938 – 1942
- Bộ truyện The Secret, 1938 – 1953
- Bộ truyện The Magic Faraway Tree, 1939 – 1951
- Bộ truyện The Naughtiest Girl, 1940 - 1950
- Bộ truyện The St. Clare's, 1941 – 1945
- Bộ truyện The Famous Five, 1942 – 1963 (Đã xuất bản ở Việt Nam với tựa Bộ năm lừng danh, Nhà xuất bản Hội Nhà Văn, Nhã Nam, 2011)
- Bộ truyện Malory Towers, 1946 -1951 (Đã xuất bản ở Việt Nam với tựa Tòa tháp Malory, Nhà xuất bản Văn Học, 2010)
- Bộ truyện The Mistletoe Farm, 1948 - 1950
- Bộ truyện The Secret Seven, 1949 – 1963
- Bộ truyện The Barney Mystery, 1949 – 1959